# Limerick (poema)
El limerick és una estrofa de cinc versos de rima consonant AABBA. Els versos són normalment en forma d'anapest, on el primer, segon i cinqué tenen tres peus i el tercer i quart vers dos. La primera línia tradicionalment introdueix el protagonista i un lloc, el topònim apareix normalment al final del primer vers. El cinquè es reserva per a l'aparició d'un epítet final divertit, xocant, fins i tot extravagant. Wim Tigges el va definir com «el sonnet de la bestiesa». El limerick normalment és enginyós i té un caràcter anedòtic, humorístic, sovint absurd, de vegades obscè.
El gènere es va desenvolupar a Anglaterra per tal de ridiculitzar tota mena de personatges. Va ser popularitzada en anglès per Edward Lear (1812-1888), escriptor i poeta britànic. L'escriptor Christopher Isherwood (1904-1986) va ser expulsat de la Universitat de Cambridge per respondre als exàmens amb limericks grollers. El poeta Miquel Desclot, n'ha publicat dues sèries, un Guia poca-solta per a infants i una sèrie per a adults Infern poca-solta.